# Alice's Auto Race
Série Alice Comedies
Alice in the Alps
(1927) Alice's Circus Daze
(1927)
Pour plus de détails, voir Fiche technique et Distribution.
Alice's Auto Race est un court métrage d'animation américain muet de la série Alice Comedies sorti en 1927.

## Synopsis
Alice, Julius et Pete participent à une course automobile. Pete essaye comme à son habitude de tricher en plaçant des pièges ou en tournant les panneaux indicateurs… mais Julius est habitué à ces tricheries.

## Fiche technique
- Titre original : Alice's Auto Race
- Série : Alice Comedies
- Réalisation : Walt Disney
- Animation : Robert Edmunds, Ub Iwerks, Rollin Hamilton, Hugh Harman, Rudolf Ising, Paul Smith
- Encrage et peinture : Irene Hamilton, Walker Harman
- Photographie : Rudolf Ising
- Production : Margaret J. Winkler
- Société de production : Disney Brothers Studios
- Société de distribution : FBO pour Margaret J. Winkler (1927)
- Budget : 1 130,04 $
- Pays :  États-Unis
- Format d'image : noir et blanc - 35 mm - 1,37:1 - muet
- Genre : animation et prises de vues réelles
- Durée : 7 min
- Dates de sortie : 
  - Version muette : 4 avril 1927[1]
  - Version sonorisée : ?

Source : Walt in Wonderland

## Distribution
- Margie Gay : Alice

## Commentaires
Produit en novembre-décembre 1926, le film a été livré le 29 décembre 1926. Le copyright a été déposé le 4 avril 1927 par R-C Pictures Corp. 
Le sujet du film reprend en partie celui de Alice Wins the Derby (1925).
C'est la dernière participation de Margie Gay à une Alice Comedies mais la première de Paul J. Smith comme animateur, principal réalisateur de la série Woody Woodpecker entre 1955 et 1972.